# Ernest G. Liebold
Ernest Gustav Liebold (* 16. März 1884 in Detroit; † 4. März 1956 ebenda) war ein amerikanischer Bankenvorstand. Er wurde ein enger Vertrauter und Sekretär des Industriellen Henry Ford und übernahm die Verwaltung von dessen Privatvermögen. In dieser Funktion koordinierte er Fords geschäftliche Unternehmungen außerhalb der Ford Motor Company. Zwischen 1913 und 1933 war er die Person mit dem größten Einfluss auf Ford.

## Leben

### Bankenvorstand
Liebold besuchte die Eastern Detroit High School und absolvierte das Gutchess College mit kaufmännischem Abschluss. Er begann zunächst als Bote in der Peninsula Savings Bank in Highland Park, wo er sich zum Buchhalter und Kassierer hocharbeitete und zunehmend größere Geschäftsfelder betreute. Dabei fiel er James Couzen auf, dem Manager der Ford Motor Company, der für das Ford-Werk nahe Highland Park eine eigene Bank gründen wollte und Liebold einen leitenden Posten anbot. Liebold akzeptierte das Angebot, beteiligte sich maßgeblich am Aufbau der Bank und übernahm schließlich den Vorstandsposten der neuen Highland Park States Bank.

### Sekretär und Vertrauter Henry Fords
1911 übernahm Liebold in Henry Fords persönlichem Auftrag die Rettung der D. P. Lapham Bank in Dearborn. Ford kaufte die Bank und ließ sie von Liebold als Dearborn State Bank reorganisieren. Da Ford  hier auch sein Privatkonto unterhielt, bestand Liebolds Aufgabe zunehmend darin, Fords private Rechnungen zu begleichen. Mit zunehmenden Aufgaben wurde Liebold zu Fords Sekretär und 1918 schließlich Bevollmächtigter für Henry und Clara Ford, obwohl er offiziell weiter über die Dearborn State Bank bezahlt wurde. Liebold galt bald als engster Vertrauter Fords.
Liebold nahm regelmäßig als Vertreter Fords an Konferenzen teil, entließ in Fords Namen Geschäftsführer, führte die Verhandlungen über Grundstückskäufe und kontrollierte Fords Auftreten in der Öffentlichkeit. Er organisierte auch die Präsidentschaftskampagne Fords in den Jahren 1923 und 1924. In seiner Funktion als Bevollmächtigter und Verwalter von Fords Projekten außerhalb geschäftlicher Dinge war Liebold maßgeblich an einer Vielzahl von Projekten beteiligt, darunter der Aufbau des Henry Ford Hospitals, dem Kauf des The Dearborn Independent sowie den Beteiligungen an der Detroit, Toledo, and Ironton Railroad und der Dearborn Realty and Construction Company, aber auch der Bau eines Golfplatzes in Dearborn, die Gründung und Verwaltung des Dearborn Country Club sowie der Kauf von Fords erster und größter Yacht, Sialia.

### Antisemitismus
Eine der wichtigsten Funktionen Liebolds war die Kontrolle des Dearborn Independent. Es bestehen kaum Zweifel, dass Liebold nicht weniger, wenn nicht stärker antisemitisch gesinnt war als Ford. Er baute nach dem Ersten Weltkrieg ein Netzwerk von Kontakten mit russischen und deutschen Emigranten auf, durch das antisemitische Propaganda zirkulierte. Über den russischen Emigranten Boris Brasol erhielt Liebold eine Übersetzung der antisemitischen Hetzschrift Die Protokolle der Weisen von Zion. William J. Cameron verarbeitete dieses Material zu einer antisemitischen Artikelreihe im Dearborn Independent. Liebold war es auch, der darauf verzichtete, Urheberrechtsansprüche auf die Artikel geltend zu machen. Dadurch wurde die schnelle Verbreitung und Übersetzung sichergestellt.

### Bis zum Ruhestand
Liebold büßte erheblich an Fords Vertrauen ein, als er während der Bankenkrise 1933/34 kurzfristig unauffindbar war. Er überzeugte Ford, 1938 vom nationalsozialistischen Deutschland die Auszeichnung mit dem Adlerschild des Deutschen Reiches zu akzeptieren und erhielt selbst das Verdienstkreuz des Ordens vom Deutschen Adler (1. Stufe). 1944 schied er aus der Ford Motor Company aus. Seinen Ruhestand verbrachte er in Detroit.